# Брукк-ан-дер-Лайта (округ)
Брукк-ан-дер-Лайта (нем. Bezirk Bruck an der Leitha) — округ в Австрии. Центр округа — город Брукк-ан-дер-Лайта. Округ входит в федеральную землю Нижняя Австрия. Занимает площадь 494,95 км². Население 40 006 чел. Плотность населения 81 человек/кв.км.
Официальный код округа AT122.

## Общины
1. Ау-ам-Лайтаберге
2. Бад-Дойч-Альтенбург
3. Берг
4. Брукк-ан-дер-Лайта
5. Энцерсдорф-ан-дер-Фиша
6. Гёттлесбрун-Арбесталь
7. Гётцендорф-ан-дер-Лайта
8. Хайнбург-ан-дер-Донау
9. Хаслау-Мария-Элленд
10. Хоф-ам-Лайтаберге
11. Хёфлайн
12. Хундсхайм
13. Маннерсдорф-ам-Лайтагебирге
14. Петронелль-Карнунтум
15. Прелленкирхен
16. Рорау
17. Шарндорф
18. Зоммерайн
19. Траутмансдорф-ан-дер-Лайта
20. Вольфсталь

## Города и Общины
1. Ау-ам-Лайтаберге